# Château de Terchant
Le château de Terchant à Ruillé-le-Gravelais en Mayenne est un château situé à 3 km à l'ouest du bourg.

## Désignation
- La vicomté de Terchant, 1629[1] ;
- Le chasteau de Terchant, 1642[2] ;
- Le vicomte de Terchant, 1660[3] ;
- La terre, fief, seigneurie et maison seigneuriale de Terchant, 1669[4] ;
- Terchant, château, allée au Nord, étangs, taillis, moulin[5] ;
- Poligné, château, étangs, moulin, deux bois, quatre allées, l'une allant en Bretagne[6].

## Histoire
Le domaine et le château de Terchant, dont il n'y a aucune mention avant le dernier quart du XVIe siècle, ont été créés par Jean du Matz, plus connu sous le nom de Montmartin, après l'acquisition des seigneuries de Cossé, Saint-Cyr, Loiron, Ruillé et la Guéhardière. Henri IV l'érigea en vicomté, et Marie de La Tour d'Auvergne, duchesse de la Trémoïlle, procuratrice de son mari, ratifia cet acte le 9 avril 1629 ; toutes les terres susnommées, ainsi que les fiefs de Berne, de la Tour, de Chamaillard, de la Lande-Sorchin, devaient relever du Comté de Laval sous une seule foi et hommage lige. 
Le vicomte de Terchant renonçait à la juridiction en matière civile. Les comtes de Laval contestèrent plus tard, et jusqu'en 1736 les privilèges de la vicomté ; ils réclamaient de plus diverses rentes, entre autres celle de 116 chevalerets d'avoine. Claude-Charles de Goyon en appela au parlement contre la démolition des poteaux à ses armes plantés à Cossé et à Ruillé. Le titre fut en fait reconnu de tous temps.
Le château dont on a démoli une des deux ailes a été complètement restauré à la fin du XIXe siècle ; il est pour l'abbé Angot, surtout remarquable par l'aménagement de ses jardins, bois et étangs. Ce dernier note que toutefois un plan de parc, avec île portant une jolie chapelle, au milieu de l'étang est resté à l'état de projet.

## Protestantisme
Dès son origine, le château devint un des centres du culte protestant. M. Joubert écrit que le ministre de Terchant assistait avec ceux de Bretagne au synode réuni en 1567 par le comte de Laval. Paul, fils puîné de Jean du Matz, fut baptisé suivant le rite protestant au château en 1576. L'Église réunie à celle de Vitré par le synode de 1583, le fut à celle de Laval par le synode de Charenton en 1645. On la nommait l'Église recueillie ou la maison de M. de Montmartin (1629) ou encore L'Église de la Gravelle réunie à Terchant (1621). Elle n'avait d'autres pasteurs que ceux de Vitré.
Mais à partir de 1660, forcés d'abandonner Poligné, les protestants du comté de Laval n'eurent plus d'exercice du culte qu'à Terchant. Il en fut de même de ceux de Vitré depuis 1671. Leur cimetière était proche du château au lieu des Quatre-Fourchettes. Mais les riches se faisaient enterrer à Vitré ou dans d'autres villes. Jean Demay est le seul ministre qui ait résidé ; il tint les registres depuis le 11 novembre 1660 jusqu'au 22 septembre 1683. Pierre Bély fit quelques baptêmes en 1678. Les Goyon, les Vaux de l'Oresse, les Farcy, les Amproux de Cornesse représentaient l'aristocratie de cette Église qui n'avait d'adeptes que dans leur domesticité. Le 30 juin 1686 et les jours suivants, Ambroise Touchard, juge royal à Laval, se transporta au château de Terchant et dans la résidence des protestants, qui avaient fait leur abjuration, y compris l'ex-pasteur Demay, pour prescrire l'observation des ordres royaux touchant les nouveaux converties. Ce fut l'enterrement de la Religion Prétendue Réformée dans le pays.

## Les seigneurs de Terchant
- Jean du Matz, seigneur de Montmartin, époux de Marie de Feschal, 1575, mort à Terchant le 26 octobre 1625 et inhumé à Vitré ;
- Philippe du Montmartin, mari de Marguerite de Beaumanoir, déjà qualifié seigneur de Terchant en 1602, y meurt le 23 avril 1639 et sa veuve le 13 novembre 1647 ;
- Amaury du Montmartin, septième enfant du précédent, baptisé à Terchant le 19 février 1621, dont le frère aîné, Philippe, avait été assassiné au camp devant Ayre le 17 juin 1641, mourut le 10 octobre 1661 ;
- Jacques de Goyon, marié le 8 juillet 1629 à Elisabeth du Matz, sœur ainée du précédent, veuve en 1650, morte en 1669 ;
- Claude-Charles de Goyon, époux de : # de Marie d'Appellevoisin, dont : Claude-Marguerite, 1662 ; Samuel-Olivier, 1663 ; Henriette, 1665 ; # de Claude-Henriette de la Muce, 1678, d'où : plusieurs enfants, Renée-Marguerite, la dernière, baptisée à Terchant, le 17 septembre 1682 ;
- Amaury-Charles de Goyon, fils aîné du second lit, se convertit en 1690[7] épousa Marie-Françoise-Catherine Boschier, d'où : Amaury-René-Claude, baptisé catholiquement en 1717. Il fut conseiller au Parlement de Bretagne, 1716. Il vendit Terchant en 1720 à Laurent Froment de Villeneuve. meurt en janvier 1740[8] ; sa veuve en 1769. Jean-Amaury de Goyon, fils cadet du précédent, fut aussi conseiller au parlement de Bretagne, mais non seigneur de Terchant.
- Moïse du Cros, écuyer, ancien capitaine de cavalerie, habite le château en 1724, 1733.
- Jean-Pierre Le Clerc des Gaudesches, mari de Renée Gaultier de la Villaudray, est adjudicataire de toute la tenue avant 1738. ;
- Jean-Pierre Le Clerc, né en 1722, épousa en 1775 Françoise Pichot, âgée comme lui de 54 ans. Rien d'aussi touchant que les témoignages de reconnaissance qui lui sont rendus pour sa charité, par M. Launay, curé, au nom de tous ses paroissiens et en trahissant ses secrets. César-Léonard de Couasnon, marie de Renée-Françoise Le Clerc, sœur du précédent, hérita de Terchant ; il est mort en 1809. Son fils, Louis-Paul de Couasnon, qui avait pris part à l'Insurrection royaliste dans l'Ouest de la France en 1832, fut arrêté à Terchant. Il épousa en 1833 Marie-Lucie de la Bourdonnaie. M. Frédéric de la Chapelle, son gendre, inspecteur de la marine en retraite, est mort à Terchant le 5 mars 1895.

## Source
« Château de Terchant », dans Alphonse-Victor Angot et Ferdinand Gaugain, Dictionnaire historique, topographique et biographique de la Mayenne, Laval, A. Goupil, 1900-1910 [détail des éditions] (BNF 34106789, présentation en ligne), t. III, p. 750-751, t. IV, p. 417.